# 森林ステップ

東ヨーロッパ森林ステップ (ecoregion PA0419)

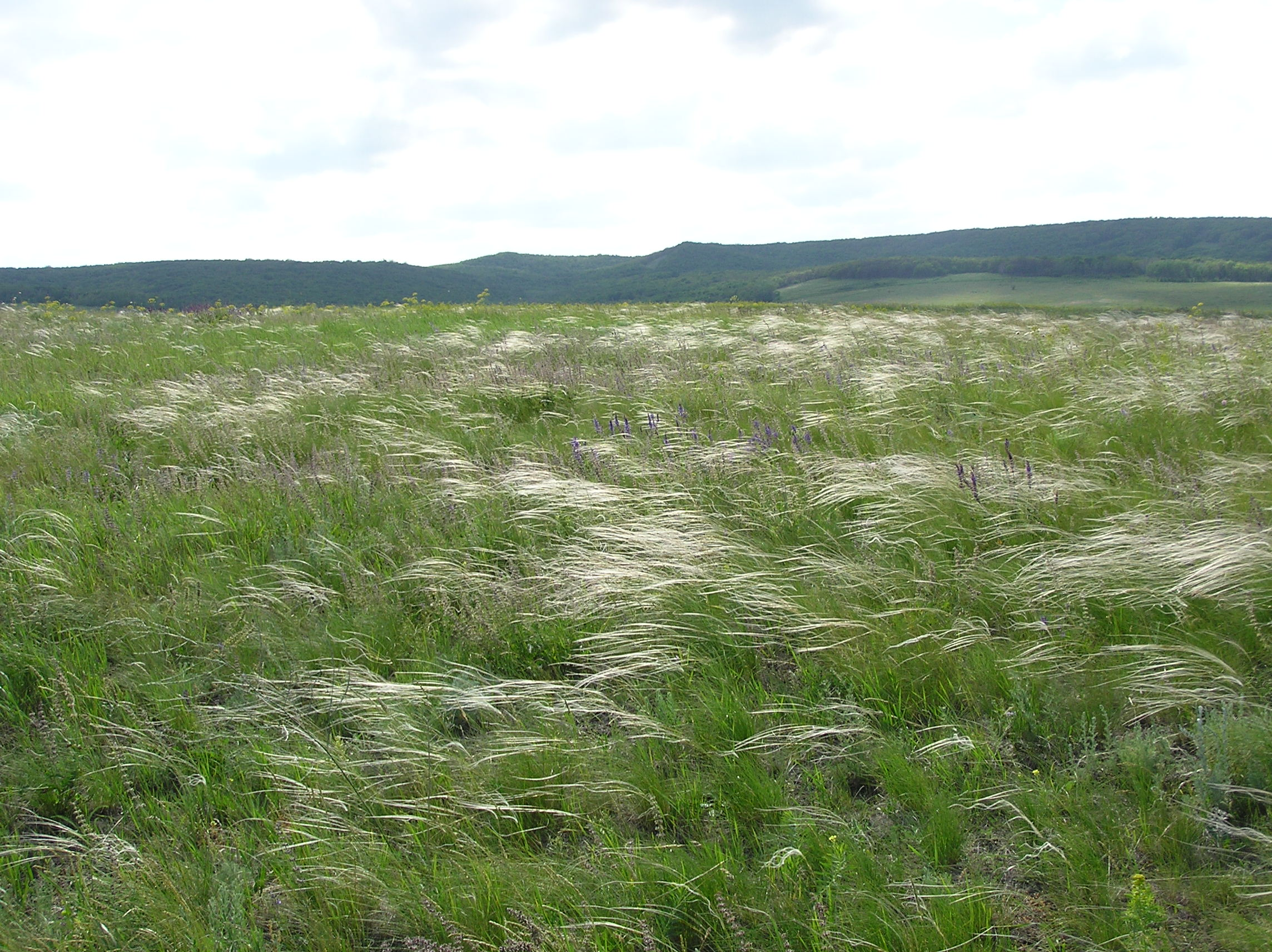
ロシア・サラトフ近郊のヴォルガ高地で見られる森林ステップの景観。

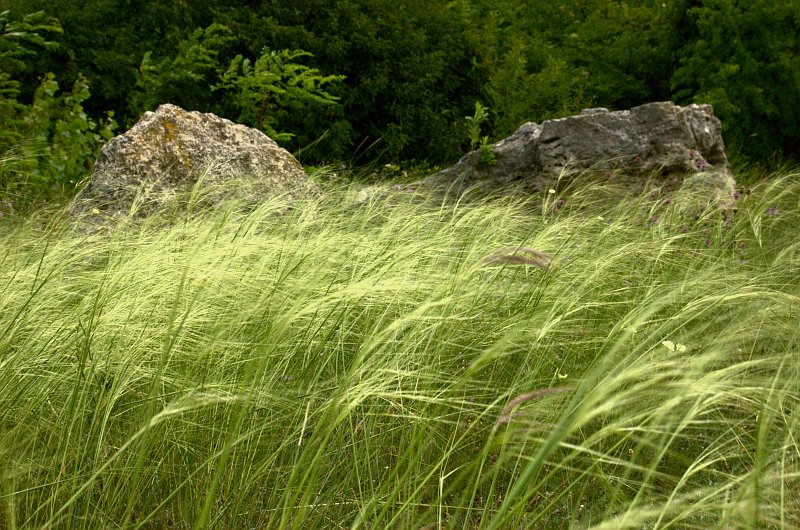
スロバキアのデヴィン森林ステップ

森林ステップ（英語: forest steppe）は温帯気候帯でみられる森林とステップの中間的な性質をもつ植物群落の推移帯。 森林が散在する草原からなる。
比較的高緯度の乾燥地に出現する。侵入する樹種はカシ類が主で、他に、トネリコ・シナノキ・カエデ・ニレ・シデなどが挙げられる。森林が成立によって土壌の湿潤化が起き、灰色森林土に遷移する。

## 分布域
ユーラシア大陸北部では、ウラル山脈周辺の東ヨーロッパから東シベリアにかけて分布する。温帯草原と広葉樹林や混合林の間のエコリージョンの遷移帯を形成する。また、北米大陸では、アスペンパークランドと呼ばれる森林ステップが、カナダ・ブリティッシュコロンビア州の北東部からアメリカ・ノースダコタ州にかけて分布する。グレートプレーンズ (プレーリー) や温帯草原からタイガへの遷移帯となっている。中央アジアでは、イラン、アフガニスタンおよびパキスタン・バルチスタン地方のイラン高原の山岳域でみられる。

## 森林ステップの例
- 東ヨーロッパ森林ステップ: サルマティック混合林とポントス・カスピ海草原の遷移帯をなす。西はルーマニアから東はウラル山脈にかけて広がる。
- カザフ森林ステップ: ウラル山脈の東に位置し、西シベリア広葉・混合樹林からカザフステップの間の遷移帯をなす。
- アルタイ森林ステップ
- 南シベリア多雨林は森林ステップを含む。
- セレンガ・オルホン森林ステップ（英語版）: セレンガ川とオルホン川の流域の森林ステップ。
- ダウリヤ森林ステップ（英語版）: トランスバイカル針葉樹林および東シベリアタイガからモンゴル・満州草原の間の遷移帯をなす。
- ザグロス山脈の森林ステップ
- アルボルズ山脈 (エルブルズ山脈) の森林ステップ
- コペトダグ森林地帯と森林ステップ（英語版）
- クーフルードと東部イラン山地の森林ステップ（英語版）
- カナダ・アスペンパークランド（英語版）: 北米ノースダコタ州からカナダにかけて